# Stenospermation flavescens
Stenospermation flavescens är en kallaväxtart som beskrevs av Adolf Engler. Stenospermation flavescens ingår i släktet Stenospermation och familjen kallaväxter.
Artens utbredningsområde är Peru. Inga underarter finns listade.